# Plandiște, Banatul de Sud
Plandiște (sârbă Plandište, cu alfabetul chirilic: Пландиште, maghiară Zichyfalva, germană Zichydorf) este o localitate în districtul Banatul de Sud din Voivodina (Serbia). Are o populație de 13.355 locuitori. Dintre aceștia 965 sunt de etnie română (7,21%). 
Vezi și: Localități din Voivodina cu comunități importante de români
1. ↑  , Republicki geodetski zavod[*] http://web.archive.org/web/20160530172604/http://www.rgz.gov.rs/upload/web/Spisak%20KO-20150521.zip, arhivat din original la 30 mai 2016 Lipsește sau este vid: |title= (ajutor)